# Cervello (anatomia umana)
Il cervello è l'organo principale del sistema nervoso umano e, insieme al midollo spinale, costituisce il sistema nervoso centrale. Il cervello è costituito dal telencefalo e dal diencefalo. Esso controlla la maggior parte delle attività dell'intero organismo, elaborando, integrando e coordinando le informazioni che riceve dagli organi di senso e prendendo decisioni in merito alle istruzioni da inviare al resto del corpo. Il cervello è contenuto e protetto dalla scatola cranica. Il telencefalo è la parte più grande del cervello umano ed è diviso in due emisferi cerebrali. La corteccia cerebrale è uno strato esterno di materia grigia, che copre il nucleo della materia bianca. La corteccia è divisa in neocorteccia e l'allocorteccia che è molto più piccola. La neocorteccia è composta da sei strati neuronali, mentre l'allocorteccia ne ha tre o quattro. Ogni emisfero è convenzionalmente suddiviso in quattro lobi,: il lobo frontale, il lobo parietale, il lobo occipitale e il lobo temporale. Il lobo frontale è deputato alle funzioni esecutive, quali l'autocontrollo, la pianificazione, il ragionamento e il pensiero astratto, mentre il lobo occipitale è dedicato alla vista. All'interno di ciascun lobo, le aree corticali sono associate a funzioni specifiche, come le regioni sensoriali, motorie e associative. Sebbene gli emisferi sinistro e destro siano sostanzialmente simili per forma e funzione, alcune funzioni sono associate a un lato, come il linguaggio nella parte sinistra e le capacità visuali-spaziali nella destra. Gli emisferi sono collegati da tratti nervosi commissurali, il più grande dei quali è il corpo calloso.
Il cervello è collegato al midollo spinale grazie al tronco cerebrale. Quest'ultimo è formato dal mesencefalo, dal ponte di Varolio e dal midollo allungato. Il cervelletto è collegato, a sua volta, al tronco cerebrale da coppie di peduncoli. All'interno del cervello vi è il sistema ventricolare, costituito da quattro ventricoli interconnessi in cui viene prodotto e fatto circolare il liquido cerebrospinale. Sotto la corteccia cerebrale sono presenti diverse strutture importanti, tra cui il talamo, l'epitalamo, la ghiandola pineale, l'ipotalamo, l'ipofisi e il subtalamo; le strutture limbiche, tra cui l'amigdala e l'ippocampo; il claustro, i vari nuclei dei gangli della base; le strutture del proencefalo basale e i tre organi circumventricolari. Le cellule del cervello comprendono i neuroni e le cellule gliali di supporto. Vi sono oltre 85 miliardi di neuroni nel cervello e un numero più o meno uguale di altre cellule. L'attività cerebrale è resa possibile dalle interconnessioni tra i neuroni e dal loro rilascio di neurotrasmettitori in risposta agli impulsi nervosi. I neuroni si connettono per formare percorsi neurali e complesse reti neurali.
Il cervello è protetto dal cranio, sospeso nel liquido cerebrospinale e isolato dal flusso sanguigno dalla barriera emato-encefalica. Nonostante tutto ciò, è comunque suscettibile di lesioni, malattie e infezioni. Le lesioni possono essere causate da un trauma fisico o una perdita di afflusso di sangue, una condizione nota come ictus. Il cervello è suscettibile di disturbi degenerativi, come la malattia di Parkinson, le demenze (tra cui la malattia di Alzheimer) e la sclerosi multipla. Si ritiene che le condizioni psichiatriche, incluse la schizofrenia e la depressione clinica, siano associate a disfunzioni cerebrali. Il cervello può anche essere sito di tumori, sia benigni che maligni; quest'ultimi principalmente provengono da altri siti nel corpo (metastasi). Lo studio dell'anatomia del cervello prende il nome di neuroanatomia, mentre lo studio della sua funzione è la neuroscienza. Un certo numero di tecniche sono utilizzate per studiare il cervello. Campioni prelevati da cadaveri o da altri animali, esaminati al microscopio, hanno tradizionalmente fornito molte informazioni per comprenderne struttura e funzionamento. Le tecnologie di imaging medicale come il neuroimaging funzionale e le registrazioni elettroencefalografiche (EEG) sono importanti per lo studio del cervello. L'anamnesi delle persone con lesioni cerebrali ha fornito informazioni sulla funzione di ciascuna parte del cervello.
Nella cultura, la filosofia della mente ha tentato per secoli di affrontare la questione della natura della coscienza e del problema mente-corpo. Nel corso del XIX secolo, la pseudoscienza della frenologia tentò di localizzare gli attributi della personalità nelle regioni della corteccia.

## Struttura

### Anatomia macroscopica

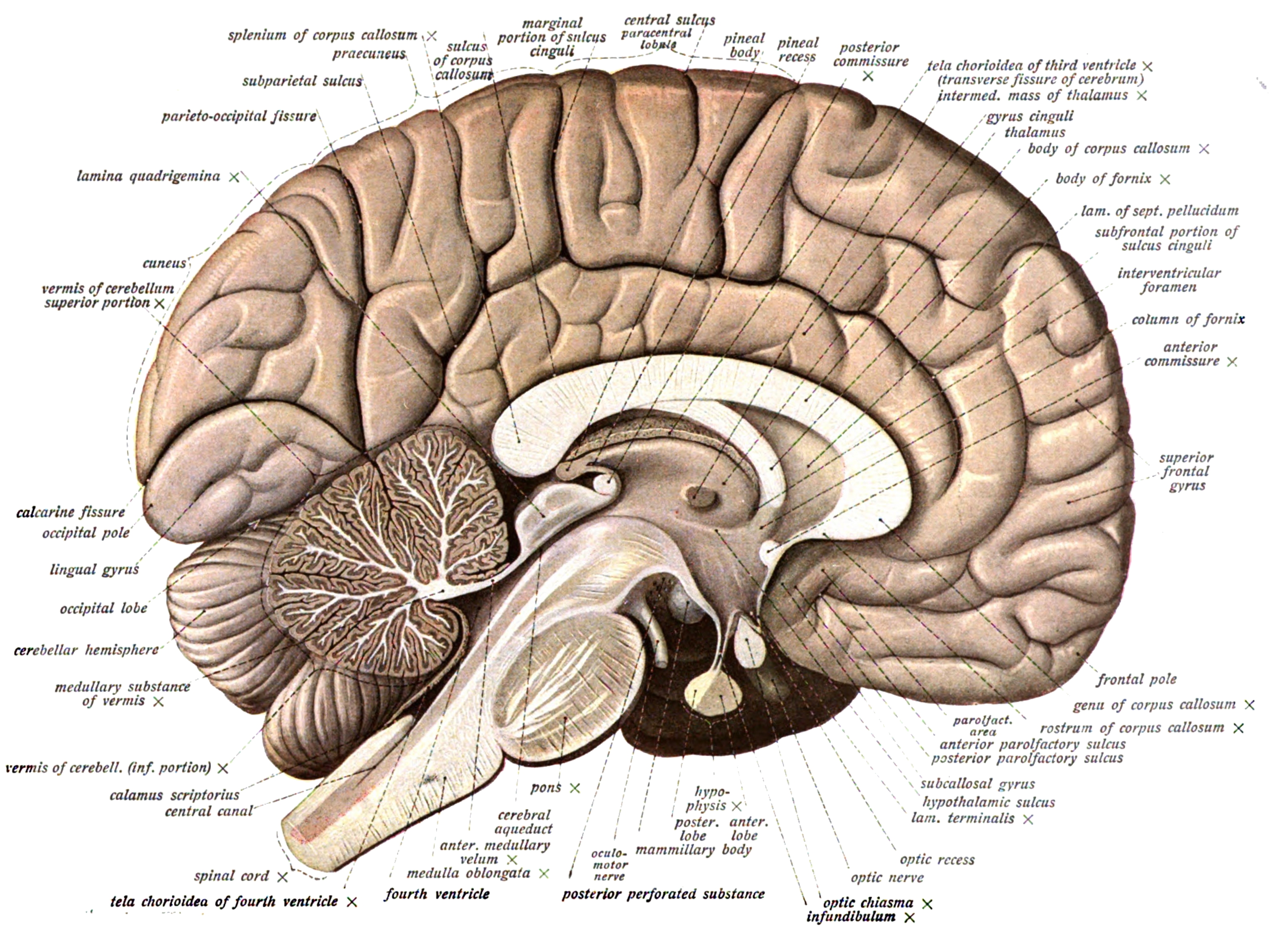
Cervello umano sezionato nel piano sagittale che mostra la materia bianca del corpo calloso

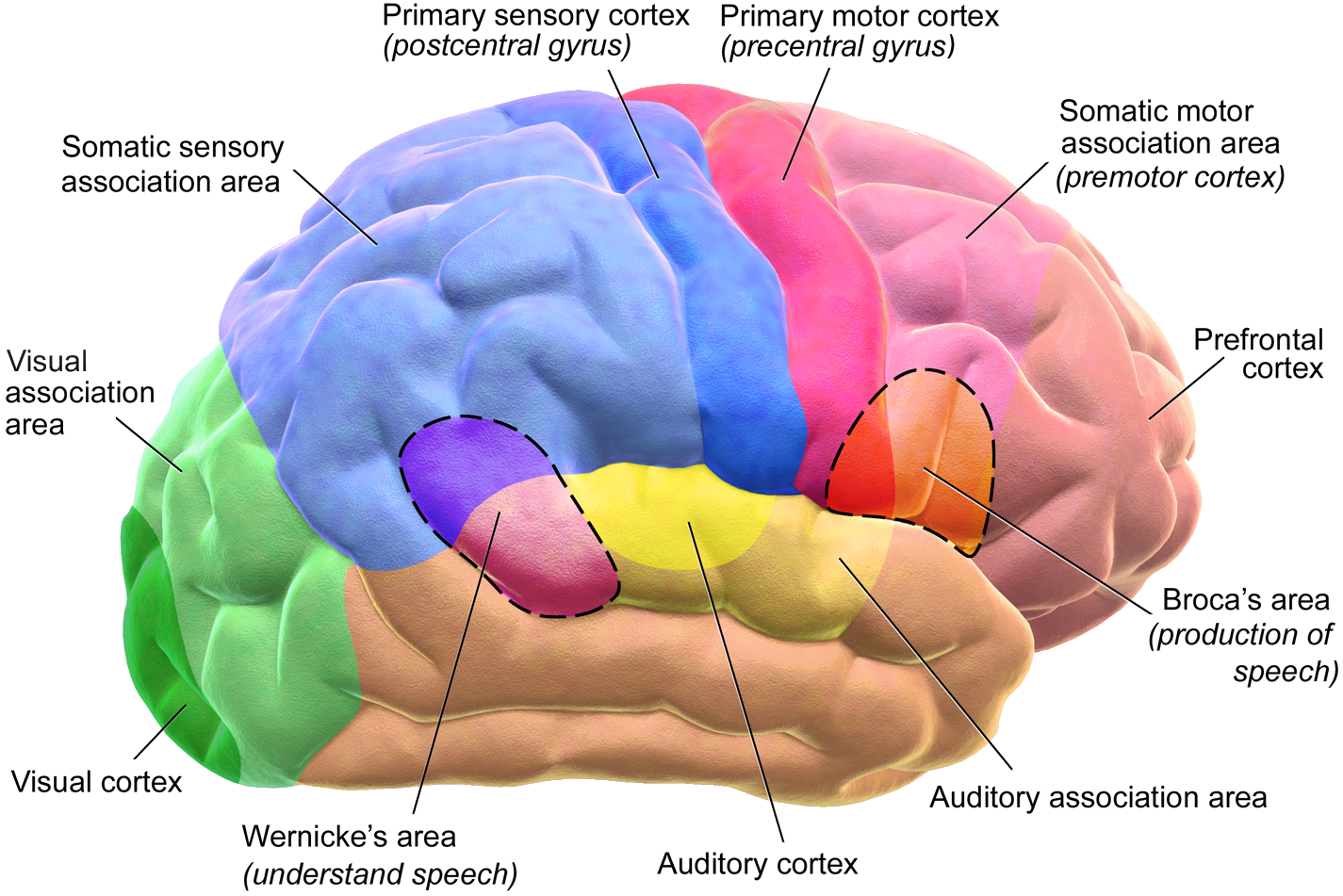
Aree funzionali del cervello umano. Le aree tratteggiate mostrate sono comunemente dominate dall'emisfero sinistro.

Il cervello umano adulto pesa in media circa tra gli 1,2 e gli 1,4 kg così da rappresentare circa il 2% del peso totale corporeo. Occupa un volume di circa 1260 cm³ negli uomini e di 1130 cm³ nelle donne, sebbene ci sia una sostanziale variazione tra individuo ed individuo. Le differenze neurologiche tra i sessi non hanno dimostrato di essere correlate in alcun modo a differenze di quoziente intellettivo o altre misure di rendimento cognitivo.
Il telencefalo, costituito dagli emisferi cerebrali, costituisce la parte più grande del cervello e si trova sopra le altre strutture cerebrali. La regione esterna degli emisferi, la corteccia cerebrale, è la materia grigia, costituita da strati corticali di neuroni. Ogni emisfero è diviso in quattro lobi principali.
Il tronco encefalico, di forma simile a un gambo, si attacca e si estende dal cervello all'inizio del mesencefalo. Il tronco cerebrale include il mesencefalo, il ponte di Varolio e il midollo allungato. Dietro il tronco cerebrale è posizionato il cervelletto.
Il telencefalo, il tronco encefalico, il cervelletto e il midollo spinale sono coperti da tre membrane chiamate meningi: la dura madre all'esterno, l'aracnoide in mezzo e la pia madre più internamente. Tra l'aracnoide e la pia madre vi è lo spazio subaracnoideo che contiene il liquido cerebrospinale. Nella corteccia cerebrale, vicino alla membrana basale della pia madre, vi è una membrana limitante chiamata glia limitans; questa è la membrana più esterna della corteccia. Il cervello vivente è molto morbido, con una consistenza simile al gel. Gli strati corticali dei neuroni costituiscono gran parte della materia grigia del cervello, mentre le regioni subcorticali più profonde degli assoni mielinizzati costituiscono la materia bianca.

#### Telencefalo

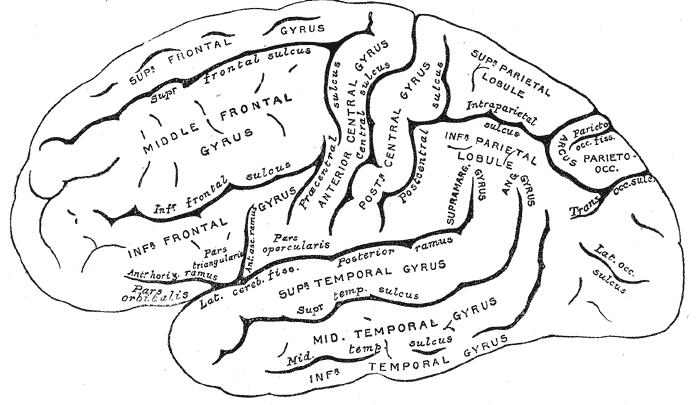
Principali circonvoluzioni e solchi sulla superficie laterale della corteccia.

Lobi del cervello.

Il telencefalo è la porzione più grande del cervello umano ed è divisa in emisferi quasi simmetrici, il sinistro e destro, da un solco profondo, la fessura longitudinale. La parte esterna del telencefalo è la corteccia cerebrale, costituita da materia grigia disposta in strati con un spessore che varia tra i 2 e i 4 millimetri e dalla forma profondamente piegata tanto per dare un aspetto contorto. Sotto la corteccia vi è la materia bianca. La maggior parte della corteccia cerebrale è la neocorteccia che possiede sei strati neuronali. Il resto della corteccia è composta dalla allocorteccia formata da tre o quattro strati. Gli emisferi sono collegati da cinque commessure che attraversano la fessura longitudinale, la più grande di queste è il corpo calloso. La superficie del cervello è piegata in creste (circonvoluzioni) e solchi, molti dei quali prendono il nome dalla loro posizione, come la circonvoluzione frontale del lobo frontale o il solco centrale che separa le regioni centrali degli emisferi. Vi sono molte piccole variazioni nelle pieghe secondarie e terziarie. Ogni emisfero è convenzionalmente suddiviso in quattro lobi; il lobo frontale, il lobo parietale, il lobo temporale e il lobo occipitale, chiamati in base alle ossa del cranio che li sovrastano. Ogni lobo è associato a una o due funzioni specializzate, sebbene vi sia qualche sovrapposizione funzionale tra di esse.
La corteccia viene mappata dalle divisioni in circa cinquanta diverse aree funzionali conosciute come le aree di Brodmann, nettamente diverse se viste al microscopio. La corteccia è divisa in due aree funzionali principali: una corteccia motoria e una corteccia sensoriale. La corteccia motoria primaria, che inoltra assoni ai motoneuroni nel tronco cerebrale e nel midollo spinale, occupa la parte posteriore del lobo frontale, direttamente di fronte all'area somatosensoriale. Le aree sensoriali primarie ricevono segnali dai nervi sensoriali attraverso i nuclei del talamo. Le aree sensoriali primarie includono la corteccia visiva del lobo occipitale, la corteccia uditiva del lobo temporale, il lobo dell'insula e la corteccia somatosensoriale nel lobo parietale. Le restanti parti della corteccia sono chiamate aree di associazione. Queste aree ricevono impulsi dalle aree sensoriali e dalle parti inferiori del cervello e sono coinvolte nei complessi processi cognitivi di percezione, pensiero e processo decisionale. Le funzioni principali del lobo frontale sono il controllo dell'attenzione, il pensiero astratto, il comportamento, la risoluzione dei problemi, le reazioni fisiche e la personalità. Il lobo occipitale è il lobo più piccolo; le sue funzioni principali sono la ricezione visiva, l'elaborazione visuole-spaziale, il movimento e il riconoscimento del colore. Vi è anche un lobulo occipitale più piccolo, noto come cuneo. Il lobo temporale controlla i ricordi uditivi e visivi, il linguaggio e alcuni suoni e discorsi.

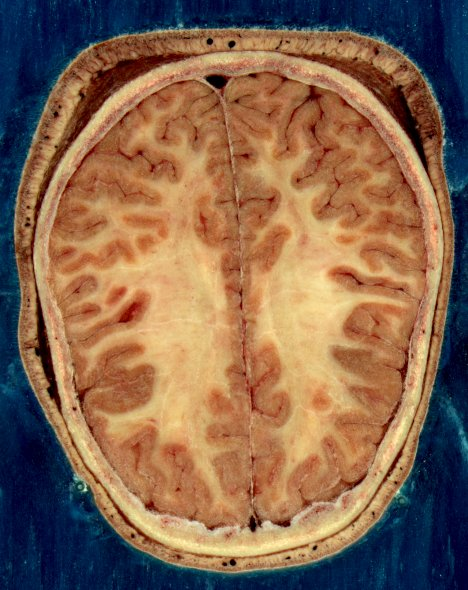
Pieghe corticali e materia bianca nella bisezione orizzontale del cranio.

Nel telencefalo vi sono i ventricoli cerebrali in cui viene prodotto e circola il liquido cerebrospinale. Sotto il corpo calloso vi è il setto pellucido, una membrana che separa i ventricoli laterali. Sotto i ventricoli laterali è presente il talamo e davanti e sotto a questo si trova l'ipotalamo che si prolunga all'ipofisi. Nella parte posteriore del talamo vi è il tronco cerebrale.
I gangli della base, chiamati anche nuclei basali, sono un insieme di strutture profonde poste all'interno degli emisferi e sono coinvolte nel comportamento e nella regolazione del movimento. Il più grande componente è lo striato, gli altri sono il globus pallidus, la substantia nigra e il nucleo subtalamico. Una parte dello striato dorsale, il putamen e il globus pallidus, si trovano separati dai ventricoli laterali e dal talamo, dalla capsula interna, mentre il nucleo caudato si estende attorno ai ventricoli laterali sui loro lati esterni. Nella parte più profonda del solco laterale tra la corteccia insulare e lo striato si trova un sottile lembo neuronale chiamato claustrum. Alcuni lavori di letteratura scientifica includono questo con i gangli della base.
Sotto e davanti allo striato sono presenti numerose strutture del proencefalo basale. Queste includono il nucleus accumbens, il nucleus basalis, la benderella diagonale di Broca, la substantia innominata e il nucleo del setto mediale. Queste strutture sono importanti nella produzione di un neurotrasmettitore, l'acetilcolina, che viene quindi distribuita ampiamente in tutto il cervello. Il proencefalo basale, in particolare il nucleo basale, è considerato il principale prodotto colinergico del sistema nervoso centrale verso lo striato e la neocorteccia.

#### Cervelletto
Il cervelletto è diviso dal lobo anteriore, dal lobo posteriore e dal lobo flocculonodulare. I lobi anteriore e posteriore sono collegati al centro dal verme cerebellare. Il cervelletto possiede una corteccia esterna molto più sottile che presenta dei stretti solchi orrizzontali. Visto dal basso tra i due lobi, il terzo lobo è il lobo flocculonodulare. Il cervelletto poggia sul retro della cavità cranica, che giace sotto i lobi occipitali, ed è separato da questi dal tentorio cerebellare, un foglio di fibra.
Il cervelletto è collegato al mesencefalo del tronco cerebrale attraverso i peduncoli cerebellari superiori, al ponte dai peduncoli cerebellari medi e al midollo dai peduncoli cerebellari inferiori. Il cervelletto consiste in un midollo interno di materia bianca e una corteccia esterna di materia grigia fortemente piegata. I lobi anteriore e posteriore del cervelletto sembrano svolgere un ruolo nella coordinazione e nella rifinitura di complessi movimenti motori e il lobo flocculonodulare nel mantenimento dell'equilibrio, sebbene esista un dibattito sulle sue funzioni cognitive, comportamentali e motorie.

#### Tronco encefalico
Il tronco encefalico si trova sotto il cervello ed è costituito dal mesencefalo, dal ponte di Varolio e dal midollo spinale. Si trova nella parte posteriore del cranio, poggia sulla base cranica nella porzione conosciuta come il clivus, e termina con il foramen magnum, una grande apertura dell'osso occipitale. Il tronco cerebrale continua al di sotto di questo come midollo spinale, protetto dalla colonna vertebrale.
Dieci delle dodici coppie di nervi cranici emergono direttamente dal tronco encefalico. Il tronco encefalico contiene anche molti nuclei dei nervi cranici e dei nuclei dei nervi periferici, così come i nuclei coinvolti nella regolazione di molti processi essenziali tra cui la respirazione, il controllo dei movimenti oculari e l'equilibrio. La formazione reticolare, una rete di nuclei di formazione mal definita, è presente all'interno e lungo la lunghezza del tronco encefalico. Molte vie nervose, che trasmettono l'informazione da e verso la corteccia cerebrale al resto del corpo, passano attraverso il tronco encefalico.

### Microanatomia
Il cervello umano è composto principalmente da neuroni, cellule gliali, cellule staminali neurali e vasi sanguigni. I tipi di neuroni includono gli interneuroni, le cellule piramidali, comprese le cellule di Betz, i motoneuroni (neuroni motori superiori e inferiori) e le cellule di Purkinje cerebellari. Le cellule Betz sono le cellule più grandi (per dimensione del corpo cellulare) nel sistema nervoso. Si stima che il cervello umano adulto contenga 86 ± 8 miliardi di neuroni, con un numero approssimativamente uguale (85 ± 10 miliardi) di cellule non neuronali. Di questi neuroni, 16 miliardi (19%) si trovano nella corteccia cerebrale e 69 miliardi (80%) nel cervelletto.
I tipi di cellule gliali sono gli astrociti (inclusi le glia di Bergmann), gli oligodendrociti, le cellule ependimali (inclusi i taniciti), le cellule gliali radiali e le microglia. Gli astrociti sono le cellule gliali più grandi. Sono cellule stellate con molti processi che s'irradiano dai loro corpi cellulari. Alcuni di questi processi terminano come piedi perivascolari sulle pareti dei capillari. La membrana limitante gliale della corteccia è costituita da processi del piede astrocitario che servono in parte a contenere le cellule del cervello.
I mastociti sono globuli bianchi che interagiscono nel sistema neuroimmune nel cervello. I mastociti nel sistema nervoso centrale sono presenti in numerose strutture cerebrali e nelle meningi; mediano le risposte neuroimmuni in condizioni infiammatorie e aiutano a mantenere la barriera emato-encefalica, in particolare nelle regioni del cervello in cui la barriera è assente. Attraverso i sistemi, i mastociti fungono da cellula effettrice principale attraverso cui gli agenti patogeni possono influenzare l'asse intestino-cervello.
Circa 400 geni hanno dimostrato di essere specifici per il cervello. In tutti i neuroni il gene ELAVL3 è espresso, e nei neuroni piramidali vengono espressi anche NRGN e REEP2. GAD1 è essenziale per la biosintesi del neurotrasmettitore GABA ed è espresso negli interneuroni. Le proteine espresse nelle cellule gliali sono marcatori di astrociti GFAP e S100B. Le proteine di base della mielina e del fattore di trascrizione OLIG2 vengono espressi negli oligodendrociti.

### Liquido cefalorachidiano

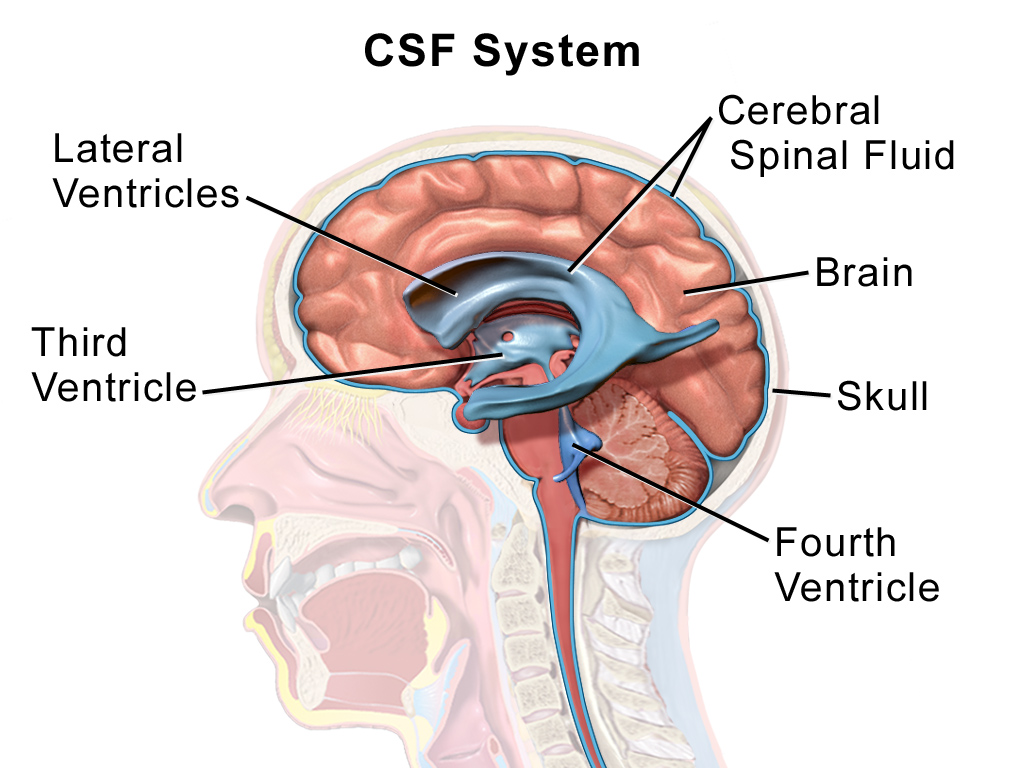
Il liquido cefalorachidiano circola negli spazi intorno e dentro il cervello.

Il liquido cerebrospinale è un liquido transcellulare trasparente incolore che circola intorno al cervello nello spazio subaracnoideo, nei ventricoli cerebrali e nel canale ependimale del midollo spinale. Riempie anche alcune lacune nello spazio subaracnoideo, note come cisterne liquorali. I quattro ventricoli, due laterali, un terzo e un quarto ventricolo, contengono tutti un plesso coroideo che produce il liquido cerebrospinale. Il terzo ventricolo si trova nella linea mediana ed è collegato ai ventricoli laterali. Un singolo dotto, l'acquedotto cerebrale tra il ponte e il cervelletto, collega il terzo ventricolo al quarto ventricolo. Tre aperture separate, una posta circa a metà e due lateralmente, drenano il liquido cerebrospinale dal quarto ventricolo alla cisterna magna, una delle principali cisterne. Da qui, il liquido cerebrospinale circola attorno al cervello e al midollo spinale nello spazio subaracnoideo, tra l'aracnoide e la pia madre. In qualsiasi momento, ci sono circa 150 ml di liquido cerebrospinale, la maggior parte di esso si trova all'interno dello spazio subaracnoideo. Viene costantemente rigenerato e assorbito e si sostituisce interamente circa una volta ogni 5-6 ore.
In altre parti del corpo, la circolazione nel sistema linfatico libera i residui extracellulari dal tessuto cellulare. Per il tessuto cerebrale, tale sistema non è stato ancora identificato. Tuttavia, è stata proposta la presenza di un sistema glinfatico o paravascolare. Studi più recenti (risalente al 2015) condotti in due laboratori hanno mostrato la presenza di vasi linfatici meningei che corrono lungo i vasi sanguigni.

### Perfusione sanguigna

Il circolo di Willis.

Le arterie carotidi interne forniscono sangue ossigenato alla porzione anteriore del cervello, mentre le arterie vertebrali perfondono la parte posteriore. Queste due circolazioni si uniscono nel poligono di Willis, un anello di arterie collegate che si trova nella cisterna interpeduncolare tra il mesencefalo e il ponte di Varolio.
Le arterie carotidi interne sono rami delle arterie carotidi comuni. Entrano nel cranio attraverso il canale carotideo, attraversano il seno cavernoso ed entrano nello spazio subaracnoideo. Proseguono quindi nel poligono di Willis, con due rami che si diramano in avanti e poi verso l'alto lungo la fessura longitudinale e forniscono di sangue le parti anteriore e media del cervello. Una o più piccole arterie comunicanti anteriori si uniscono alle due arterie cerebrali anteriori poco dopo essere emerse. Le arterie carotidi interne continuano in avanti come arterie cerebrali medie. Scorrono poi lateralmente lungo l'osso sfenoide verso l'orbita dell'occhio, quindi verso l'alto attraverso il lobo dell'insula, dove si formano i rami finali.
Le arterie vertebrali emergono come rami dell'arteria succlavia destra e sinistra. Proseguono verso l'alto attraverso i forami trasversali, spazi nelle vertebre cervicali per poi emergere come due vasi, uno a sinistra e uno a destra rispetto al midollo allungato formando l'arteria cerebellare infero posteriore. Le arterie vertebrali si uniscono di fronte alla parte mediana del midollo per dare origine alla grande arteria basilare, che possiede più rami per rifornire di sangue il midollo, il ponte di Varolio e l'arteria cerebellare anteriore inferiore e superiore. Infine, l'arteria basilare si divide nelle due arterie cerebrali posteriori che si dirigono verso l'esterno, attorno ai peduncoli cerebellari superiori, e lungo la cima del tentorio cerebellare, dove vi sono rami per fornire i lobi temporali e occipitale. Ogni arteria cerebrale posteriore dà origine ad una piccola arteria comunicante posteriore per unirsi con le arterie carotidi interne.

#### Drenaggio del sangue
Le vene cerebrali drenano il sangue deossigenato dal cervello. Il cervello ha due reticoli principali di vene: uno esterno posto sulla superficie del cervello e provvisto di tre rami, e uno interno. Questi due reticoli comunicano attraverso l'anastomosi (unione) delle vene. Le vene del cervello drenano in cavità più grandi, i seni venosi durali, solitamente situati tra la dura madre e il rivestimento del cranio. Il drenaggio del sangue dal cervelletto e dal mesencefalo avviene attraverso la grande vena cerebrale. Vi è un modello molto variabile per il drenaggio del sangue presente nel midollo e nel ponte di Varollo che avviene sia nelle vene spinali che nelle vene cerebrali adiacenti.
Il sangue giunto nella parte profonda del cervello viene drenato attraverso un plesso venoso nel seno cavernoso per quanto riguarda la parte anteriore, nel seno petroso superiore e inferiore per i lati, e il seno sagittale inferiore per la parte posteriore (seni della dura madre). Il sangue defluisce dal cervello esterno nel grande seno sagittale superiore, che si trova sulla linea mediana e in cima al cervello. Successivamente si unisce con il seno retto nella confluente dei seni.
Il sangue da qui drena nei seni trasversi sinistro e destro e poi nel seno sigmoideo, che rice il sangue dal seno cavernoso e dai seni petrosi superiori e inferiori. Il seno sigmoide drena nelle grandi vene giugulari interne.

#### La barriera emato-encefalica
Le più grandi arterie del cervello forniscono sangue ai più piccoli capillari. Questi più piccoli vasi sanguigni del cervello sono allineati con uno strato di cellule unite da strette giunzioni che non permettono ai fluidi di filtrare o fuoriuscire come avviene in altri capillari dell'organismo, dando origine così alla barriera emato-encefalica. I periciti svolgono un ruolo importante nella formazione delle giunzioni strette.
La barriera è meno permeabile alle molecole più grandi, ma è ancora permeabile all'acqua, all'anidride carbonica, all'ossigeno e alla maggior parte delle sostanze liposolubili (compresi anestetici e alcolici). La barriera emato-encefalica non è presente nelle aree del cervello che potrebbero dover rispondere ai cambiamenti nei fluidi corporei, come la ghiandola pineale, l'area postrema e alcune aree dell'ipotalamo. Vi è anche una barriera simile che separa il sangue dal liquido cerebrospinale che ha lo stesso scopo della barriera emato-encefalica, ma facilita il trasporto di diverse sostanze nel cervello per via delle distinte caratteristiche strutturali tra i due sistemi di barriera.

## Funzione

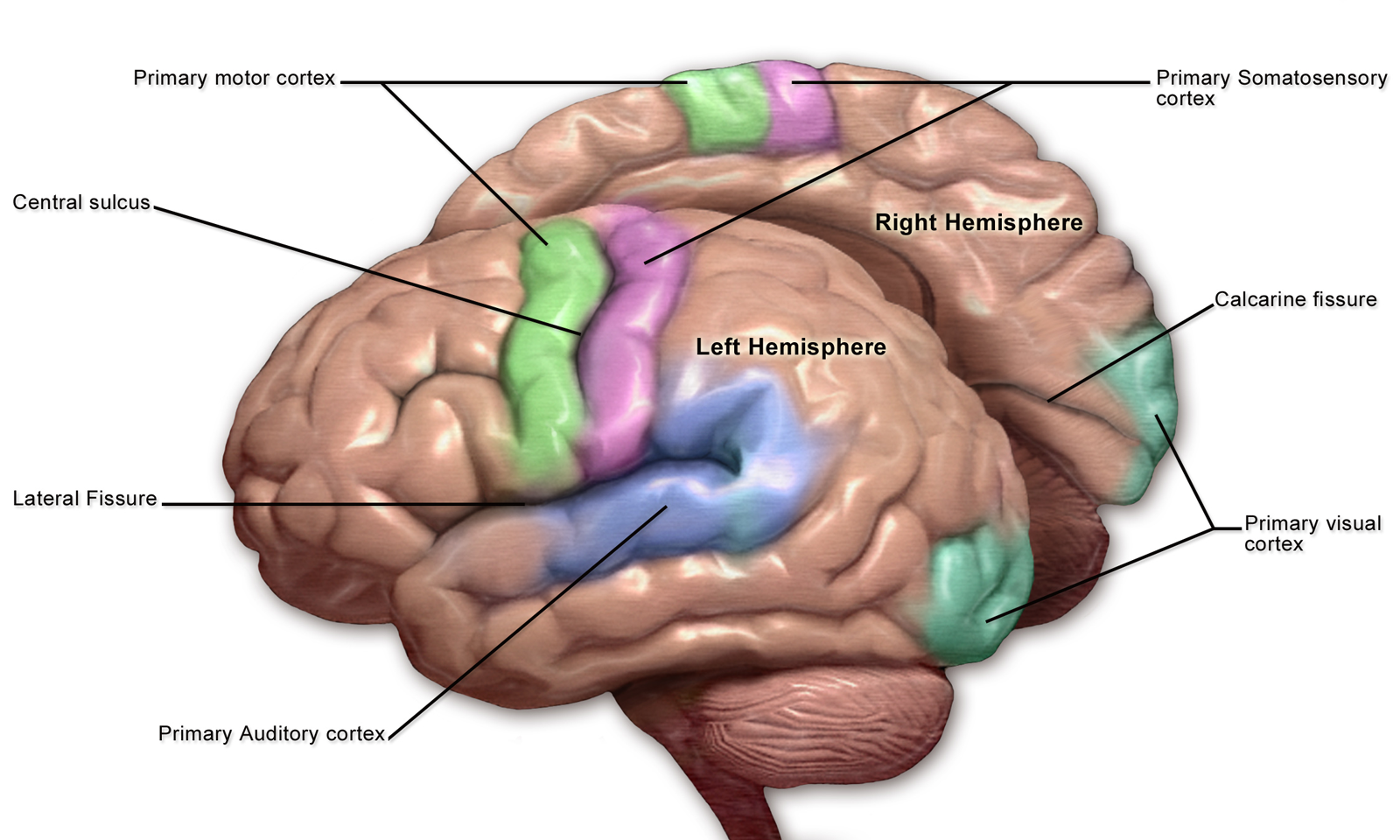
Regioni motorie e sensoriali del cervello

### Controllo dei movimenti
Il sistema motorio del cervello è responsabile della generazione e del controllo dei movimenti del corpo. I movimenti generati transitano dal cervello, dai nervi fino ai motoneuroni del corpo, che controllano l'azione dei muscoli. Il tratto corticospinale trasporta i movimenti dal cervello, attraverso il midollo spinale, al tronco e agli arti. I nervi cranici trasportano movimenti relativi agli occhi, alla bocca e al viso.
Il semplice movimento - come la locomozione e il movimento di braccia e gambe - viene generato nella corteccia motoria, divisa in tre parti: la corteccia motoria primaria, che si trova nel giro prefrontale e ha sezioni dedicate al movimento di diverse parti del corpo. Questi movimenti sono supportati e regolati da altre due aree, che si trovano anteriormente alla corteccia motoria primaria: l'area premotoria e l'area motoria supplementare. Le mani e la bocca hanno un'area molto più grande dedicata rispetto ad altre parti del corpo, permettendo un movimento più fine; questo concetto viene visualizzato nell'homunculus corticale. Gli impulsi generati dalla corteccia motoria viaggiano lungo il tratto corticospinale (decussazioni) lungo la parte anteriore del midollo e attraversano le piramidi midollari. Questi poi viaggiano lungo il midollo spinale, con la maggior parte dei quali si collegano agli interneuroni, che a loro volta si collegano a neuroni motori inferiori all'interno della materia grigia che poi trasmettono l'impulso a muoversi verso i muscoli stessi. Il cervelletto e i gangli della base svolgono un ruolo nei movimenti muscolari fini, complessi e coordinati. I collegamenti tra la corteccia e i gangli della base controllano il tono muscolare, la postura e l'inizio del movimento, e sono indicati come il sistema extrapiramidale.

### Funzioni sensoriali

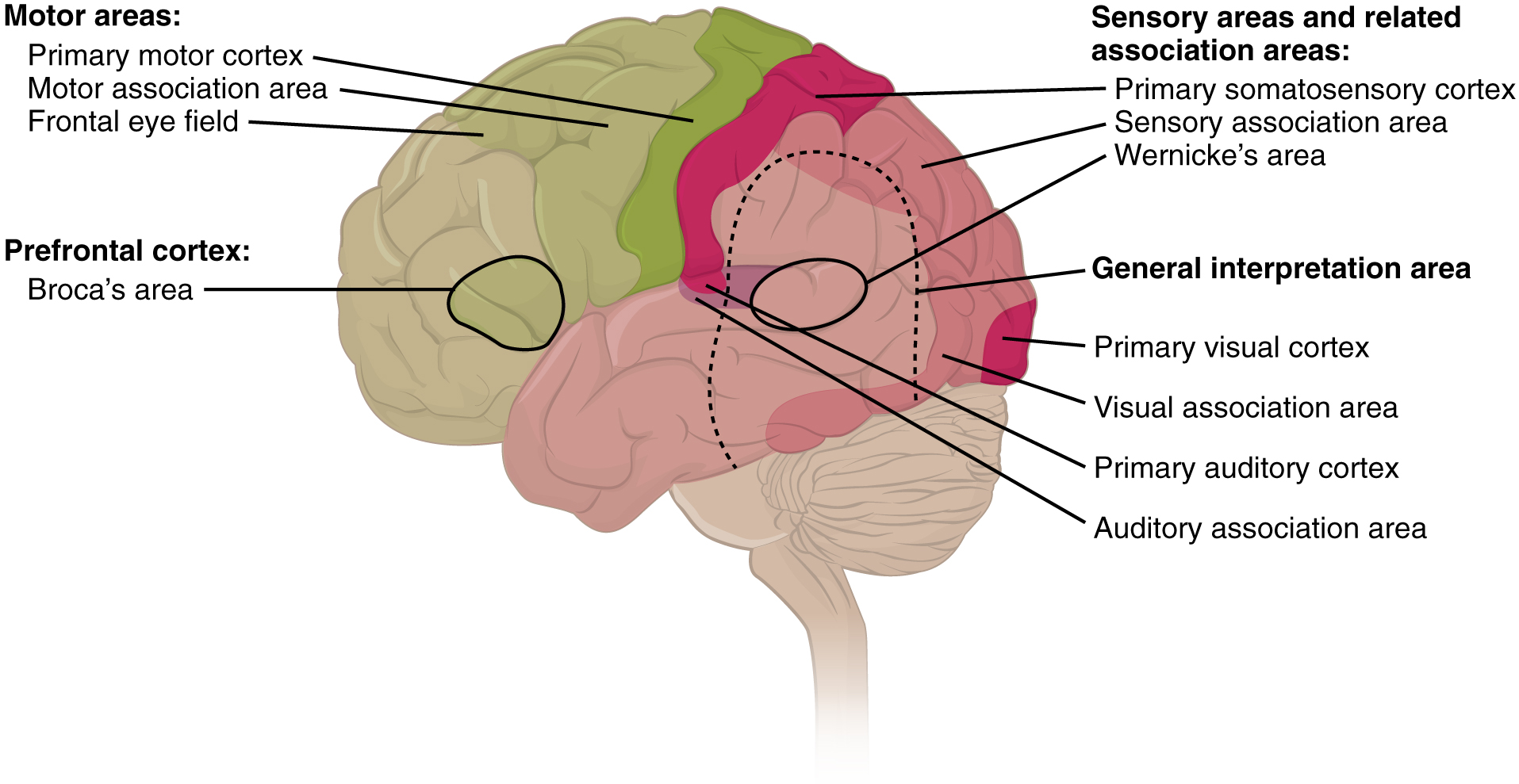
Area corticale

Il sistema nervoso sensoriale è coinvolto nella ricezione e nell'elaborazione di informazioni sensoriali. Queste informazioni vengono ricevute attraverso i nervi cranici, attraverso i tratti del midollo spinale e direttamente nei centri del cervello esposti al sangue. Il cervello riceve e interpreta le informazioni anche dai sensi (vista, olfatto, udito e gusto). Sono anche integrati segnali misti motori e sensoriali.
Dalla cute, il cervello riceve informazioni su tatto, pressione, dolore, vibrazione e temperatura. Dalle articolazioni, informazioni sulla posizione congiunta. La corteccia sensoriale si trova proprio vicino alla corteccia motoria e, come la corteccia motoria, ha aree correlate alla sensazione di diverse parti del corpo. La sensazione raccolta da un recettore sensoriale sulla cute viene trasformata in un segnale nervoso, che viene trasmesso grazie ad una serie di neuroni attraverso i tratti del midollo spinale. La via dorsale mediana del lemnisco contiene informazioni sul tatto fine, sulla vibrazione e la posizione delle articolazioni. I neuroni si estendono lungo la parte posteriore del midollo spinale verso la parte posteriore del midollo, dove si collegano con i neuroni di "secondo ordine" che scambiano immediatamente i lati. Questi neuroni quindi viaggiano verso l'alto nel complesso ventrobasale del talamo, dove si collegano con i neuroni del "terzo ordine" e viaggiano fino alla corteccia sensoriale. Il tratto spinotalamico gestisce informazioni sul dolore, sulla temperatura e sul tatto grossolano. I neuroni viaggiano lungo il midollo spinale e si connettono con i neuroni del secondo ordine nella formazione reticolare del tronco cerebrale per elaborare il dolore e la temperatura, e anche nel complesso ventrobasale del midollo allungato per il tatto grossolano.
La vista è generata dalla luce che colpisce la retina dell'occhio. I fotorecettori nella retina trasducono lo stimolo sensoriale della luce in un segnale nervoso elettrico che viene inviato alla corteccia visiva nel lobo occipitale. Ciò che viene visto dal campo visivo sinistro viene ricevuto sul lato destro di ciascuna retina (e viceversa) e passa attraverso il nervo ottico fino a quando alcune informazioni cambiano lato, in modo che tutte le informazioni su un lato del campo visivo passino attraverso tratti sul lato opposto del cervello. I nervi raggiungono il cervello nel corpo genicolato laterale e viaggiano attraverso la via genicolo-calcarina per raggiungere la corteccia visiva.
L'udito e l'equilibrio hanno entrambi origine nell'orecchio interno. Il movimento dei liquidi all'interno del labirinto auricolare dell'orecchio interno è generato dal movimento (per equilibrio) e dalle vibrazioni trasmesse generate dagli ossicini (per il suono). Ciò genera un segnale nervoso che passa attraverso il nervo vestibolococleare. Da qui, passa attraverso i nuclei cocleari, il nucleo olivare superiore, il corpo genicolato mediale e infine alla rete uditiva alla corteccia uditiva.
L'olfatto viene generato dalle cellule recettrici nell'epitelio della mucosa olfattiva nella cavità nasale. Questa informazione passa attraverso una parte relativamente permeabile del cranio al nervo olfattivo. Questo nervo trasmette ai circuiti neurali del bulbo olfattivo da cui le informazioni passano alla corteccia olfattiva. Il gusto origina dai recettori posti sulla lingua e passa lungo i nervi facciali e glossofaringei nel tratto solitario nel tronco cerebrale. Alcune informazioni sul gusto vengono anche trasmesse dalla faringe attraverso il nervo vago. L'informazione viene quindi trasmessa da qui alla corteccia gustativa attraverso il talamo.

### Linguaggio

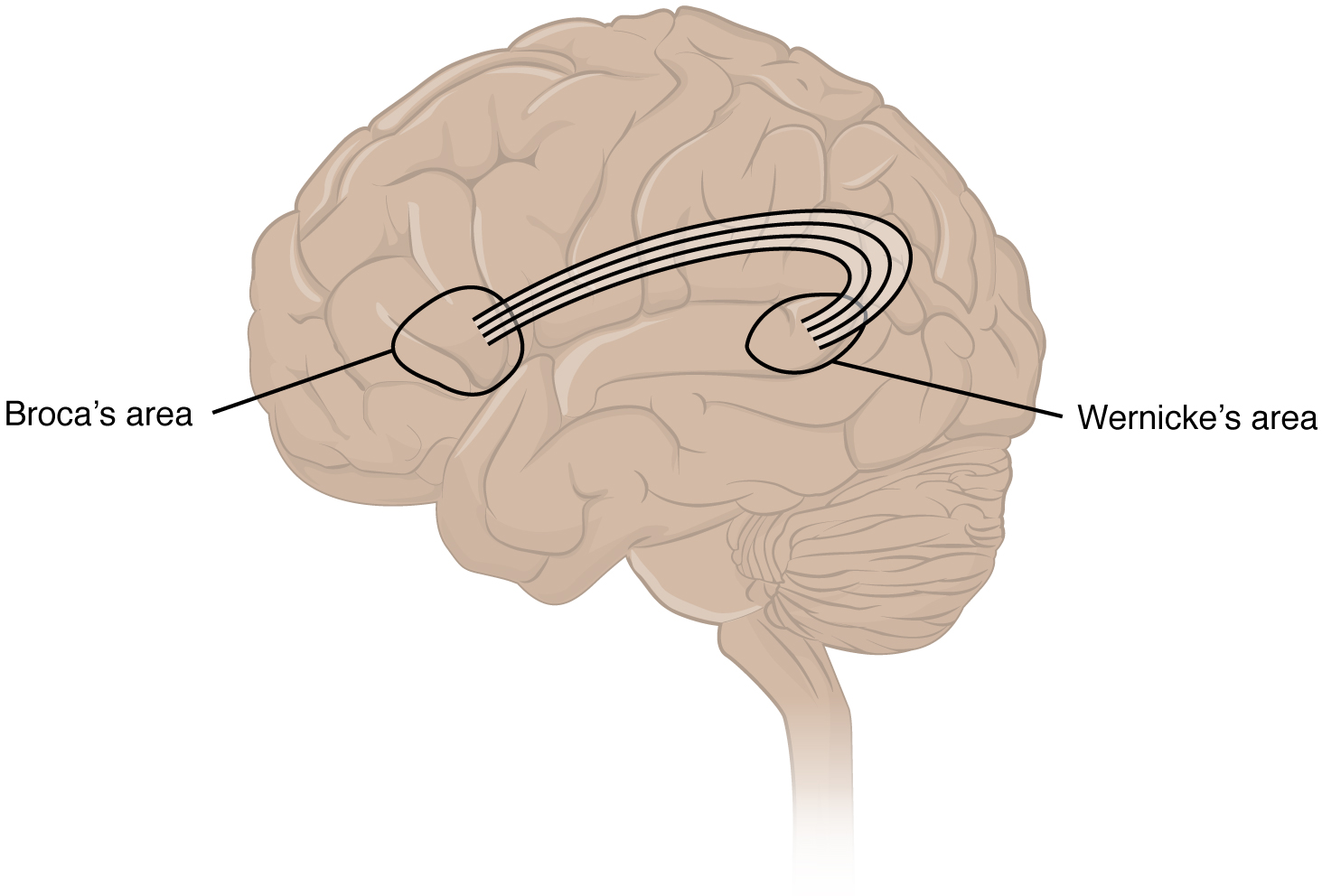
Area di Broca e area di Wernicke.

Sebbene tradizionalmente le funzioni linguistiche erano ritenute per essere localizzate nell'area di Wernicke e nell'area di Broca, ora si ritene che una più ampia rete di regioni corticali contribuisce a queste funzioni.
La disciplina su come il linguaggio viene rappresentato, elaborato e acquisito dal cervello è chiamata neurolinguistica, che è un vasto campo multidisciplinare che attinge dalla neuroscienza cognitiva, dalla linguistica cognitiva e dalla psicolinguistica.

### Emozioni
Le emozioni sono generalmente definite come processi multicomponenti a due fasi che implicano l'elicitazione, seguiti da sentimenti psicologici, di valutazione, di espressione, di risposte autonomiche e tendenze d'azione. I tentativi di localizzare le emozioni di base in certe regioni del cervello hanno avuto risultati controversi, con alcune ricerche che non hanno trovato prove per poter determinare aree specifiche corrispondenti alle emozioni ma circuiti coinvolti in processi emotivi generali. L'amigdala, la corteccia orbitofrontale, la corteccia dell'insula media e anteriore e la corteccia prefrontale laterale, sembrano essere coinvolte nel generare le emozioni, mentre prove più deboli sono state trovate per l'area tegmentale ventrale, il pallido ventrale e il nucleus accumbens. Altri, tuttavia, hanno trovato dimostrazioni dell'attivazione di regioni specifiche, come i gangli della base nella felicità, la corteccia cingolata subcallosa nella tristezza e l'amigdala nella paura.

## Ricerca
Il funzionamento e la struttura del cervello non sono ancora completamente comprese e la ricerca scientifica in proposito è in corso. La ricerca neuroscientifica si è notevolmente sviluppata negli ultimi decenni del XX secolo. Il "Decennio del cervello", un'iniziativa del governo degli Stati Uniti promossa negli anni 1990, è ritenuta per aver determinato gran parte di questo aumento della ricerca, ed ha avuto un seguito nel 2013 con il progetto BRAIN. Il Human Connectome Project è stato uno studio della durata di cinque anni, iniziato nel 2009, al fine di analizzare le connessioni anatomiche e funzionali delle varie zone del cervello; questo ha permesso di ottenere molti dati.

### Metodi
Le informazioni sulla struttura e sulle funzioni del cervello umano provengono da una varietà di metodi sperimentali, compresi gli esperimenti effettuati su animali ed umani. Studi eseguiti su individui che hanno subiti traumi cerebrali e ictus hanno permesso di acquisire informazioni sulla funzionalità delle varie zone del cervello e sugli effetti conseguenti di danni cerebrale. Tecniche di neuroimaging vengono utilizzate per ottenere immagini del cervello e registrare l'attività cerebrale. Si ricorre all'elettrofisiologia per misurare, registrare e monitorare l'attività elettrica della corteccia. Le misurazioni possono essere di potenziali locali di campo di aree corticali o dell'attività di un singolo neurone. Un elettroencefalogramma può registrare l'attività elettrica della corteccia utilizzando alcuni elettrodi posizionati in maniera non invasiva sul cuoio capelluto.
Tra i metodi più invasivi vie è l'elettrocorticografia, che utilizza elettrodi posizionati direttamente sulla superficie esposta del cervello. Questo metodo è utilizzato nella mappatura della stimolazione corticale, utilizzato nello studio della relazione tra aree corticali e la loro funzione sistemica. Usando microelettrodi molto più piccoli, possono essere ottenute registrazioni di singole unità da parte un singolo neurone con un'alta risoluzione spaziale e un'alta risoluzione temporale. Ciò ha permesso di collegare l'attività cerebrale al comportamento e alla creazione di mappe neuronali.

### Imaging

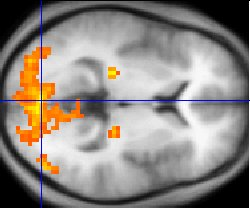
Esempio di risonanza magnetica funzionale del cervello.

Le varie tecniche di neuroimaging funzionale mostrano cambiamenti nell'attività cerebrale che si riferiscono alla funzione di specifiche aree del cervello. Una tecnica è la risonanza magnetica funzionale (fMRI) che presenta i vantaggi rispetto a modalità alternative come la SPECT e PET come quello di non necessitare della somministrazione di sostanze radioattive e di offrire una risoluzione spaziale più elevata. Un'altra tecnica è la spettroscopia a risonanza magnetica. Questi metodi si basano sulla risposta emodinamica che mostra cambiamenti nell'attività cerebrale in relazione ai cambiamenti nel flusso sanguigno, utili per mappare le funzioni alle aree cerebrali. La risonanza magnetica funzionale a riposo analizza l'interazione delle regioni cerebrali mentre il cervello non svolge un compito specifico.
Qualsiasi corrente elettrica genera un campo magnetico; le oscillazioni neurali inducono campi magnetici deboli, e nella magnetoencefalografia funzionale la corrente prodotta può mostrare la funzione cerebrale localizzata in alta risoluzione. La trattografia utilizza la risonanza magnetica per generare immagini tridimensionali delle vie nervose del cervello. I connectogrammi forniscono una rappresentazione grafica delle connessioni neurali del cervello.
Le differenze nella struttura del cervello possono essere misurate in alcune patologie, in particolare nella schizofrenia e nella demenza. Diversi approcci biologici che utilizzano l'imaging hanno fornito più informazioni per esempio nella depressione maggiore e nel disturbo ossessivo-compulsivo.
I progressi effettuati nel campo del neuroimaging hanno permesso di ottenere intuizioni oggettive sui disturbi mentali, portando a una diagnosi più rapida, a una prognosi più accurata e ad un migliore monitoraggio.

### Espressione genica e proteica
La bioinformatica è un campo di studio che comprende la creazione e lo sviluppo di database e tecniche computazionali e statistiche che possono essere utilizzate negli studi del cervello umano, in particolare nelle aree dell'espressione genica e proteica. La bioinformatica e gli studi di genomica e genomica funzionale hanno dato origine alla necessità di annotazioni del DNA, una tecnologia del trascrittoma, l'identificazione dei geni e della loro posizione e funzione.
Al 2017, poco meno di 20.000 geni codificanti proteine sono stati identificati nell'uomo (vedi genoma umano), e circa 400 di questi geni sono specifici del cervello. I dati che sono stati forniti sull'espressione genica nel cervello hanno dato impeto ad ulteriori ricerche su una serie di malattie. Individui che hanno fatto uso per lungo tempo di alcol, ad esempio, hanno mostrato di avere un'espressione genica alterata nel cervello e cambiamenti specifici del tipo di cellula che possono essere correlati all'alcolismo. Questi cambiamenti sono stati notati nel trascrittoma sinaptico nella corteccia prefrontale e sono visti come un fattore che può spingere verso la dipendenza dall'alcol e anche ad altri abusi di sostanze.
Altri studi correlati hanno mostrato alcune evidenze di alterazioni sinaptiche e della loro perdita, nel cervello che invecchia. I cambiamenti nell'espressione genica alterano i livelli di proteine in varie vie e questo ha dimostrato di essere evidente nella disfunzione o nella perdita del contatto sinaptico. Questa disfunzione si è ritenuta in grado di influenzare molte strutture del cervello con un marcato effetto sui neuroni inibitori con conseguente riduzione del livello di neurotrasmissione e conseguente declino cognitivo e sviluppo di patologie.

## Patologia
Una cerebrolesione può manifestarsi in molti modi. Traumi cranici, conseguenti ad esempio a sport di contatto, a cadute, o ad incidenti stradali e lavorativi, possono essere correlati a problemi sia immediati che a lungo termine. Tra i primi vi sono le emorragie cerebrali, che possono comprimere il tessuto cerebrale o compromettere il suo apporto di sangue. Possono verificarsi ematomi al cervello che causano danni estesi alle vie nervose e che portano ad una condizione di danno assonale diffuso. Una cranica, lesioni a una particolare area cerebrale, sordità e commozione cerebrale sono anch'essi possibili sviluppi immediati. Oltre al sito di lesione, può essere interessato il lato opposto del cervello, una condizione definita come lesione da contraccolpo. I problemi a lungo termine che possono presentarsi includono il disturbo da stress post-traumatico e idrocefalo. L'encefalopatia traumatica cronica può svilupparsi in seguito a traumi cranici multipli.
Le malattie neurodegenerative provocano danni progressivi a diverse zone coinvolte nella funzione cerebrale e peggiorano con l'età. Esempi comuni includono le demenze, come la malattia di Alzheimer, la demenza alcolica, la demenza vascolare la malattia di Parkinson e altre patologie dall'eziologia infettiva, genetica o metaboliche più rare, come la malattia di Huntington, la malattia del motoneurone, la demenza da HIV, la demenza correlata alla sifilide e la malattia di Wilson. Le patologie neurodegenerative possono colpire diverse parti del cervello e possono influenzare il movimento, la memoria e la cognizione.
Il cervello, sebbene protetto dalla barriera emato-encefalica, può essere colpito da infezioni causate da diversi agenti, come virus, batteri e funghi. L'infezione può coinvolgere le meningi (meningite), la materia cerebrale (encefalite) o l'interno della materia cerebrale (ascesso cerebrale, ad esempio). Anche rare malattie causate da prioni, inclusa la malattia di Creutzfeldt-Jakob, la sua variante e la kuru, possono interessare il cervello.
Le neoplasie al cervello possono essere sia benigne che maligne. La maggior parte dei tumori maligni provengono da un'altra parte del corpo (come metastasi), più frequentemente dal polmone, dalla mammella e dalla cute. Possono anche verificarsi tumori primitivi del tessuto cerebrale che coinvolgono qualsiasi tessuto all'interno e attorno al cervello. Il meningioma, il tumore delle meningi poste intorno al cervello, è il più comune tra i tumori del tessuto cerebrale. I tumori originatisi all'interno del cervello possono causare sintomi correlati alla loro dimensione o posizione, come mal di testa e nausea, o lo sviluppo graduale di sintomi focali come difficoltà nella visione, nella deglutizione, nella parlare o come cambiamento di umore. I tumori sono in genere studiati attraverso l'uso di scansioni di tomografia computerizzata o di risonanza magnetica. Moltissimi altri test diagnostici, tra cui esami del sangue e puntura lombare, possono essere utilizzati per indagare sulle cause della neoplasia e valutarne la sua stadiazione. Spesso viene somministrato il desametasone per ridurre il gonfiore del tessuto cerebrale attorno a un tumore. Anche il ricorso all'intervento chirurgico può essere preso in considerazione, tuttavia data la natura complessa di molti tumori o in base allo stadio o al tipo di tumore, la radioterapia o la chemioterapia possono essere alternative più adatte.
I disturbi mentali, come la depressione maggiore, la schizofrenia, il disturbo bipolare, il disturbo da stress post-traumatico, l’autismo, il disturbo ossessivo-compulsivo, la sindrome di Tourette e le dipendenze, sono noti per essere correlati a particolari funzionamenti del cervello. Il trattamento per i disturbi mentali può includere la psicoterapia, la psichiatria, l'intervento sociale e il lavoro di recupero personale o la psicoterapia cognitivo-comportamentale; i problemi sottostanti e la prognosi associata variano significativamente tra i diversi individui.
Si ritiene che le crisi epilettiche siano causate da attività elettriche anormali nel cervello. Un episodio convulsivo può manifestarsi come assenza tipica, crisi toniche o cloniche. Con stato epilettico ci si riferisce con crisi uniche o in serie che non si concludono entro 30 minuti, Le convulsioni presentano un gran numero di cause, tuttavia si possono riscontrare molti casi di attacchi senza una precisa causa. Per una persona con epilessia, i fattori di rischio per ulteriori episodi convulsivi possono includere l'insonnia, l'assunzione di droghe e alcol e lo stress. Le convulsioni possono essere valutate mediante l'analisi del sangue, l'EEG e varie tecniche di imaging biomedico, oltre che basarsi sulla storia medica e sui risultati delle indagini strumentali. Oltre a trattare la causa sottostante e ridurre l'esposizione ai fattori di rischio, i farmaci anticonvulsivanti possono svolgere un ruolo importante nella prevenzione di ulteriori attacchi.
Alcuni disturbi del cervello, come la malattia di Tay-Sachs, sono congeniti e legati a mutazioni genetiche e cromosomiche. Un raro gruppo di disordini cerebrali congeniti, noti come lissencefalie, è caratterizzato dalla mancanza o inadeguatezza del ripiegamento corticale. Lo sviluppo normale del cervello può essere influenzato durante la gravidanza da carenze nutrizionali, effetti teratogeni, malattie infettive e dall'uso di droghe ricreative e alcol.

### Ictus

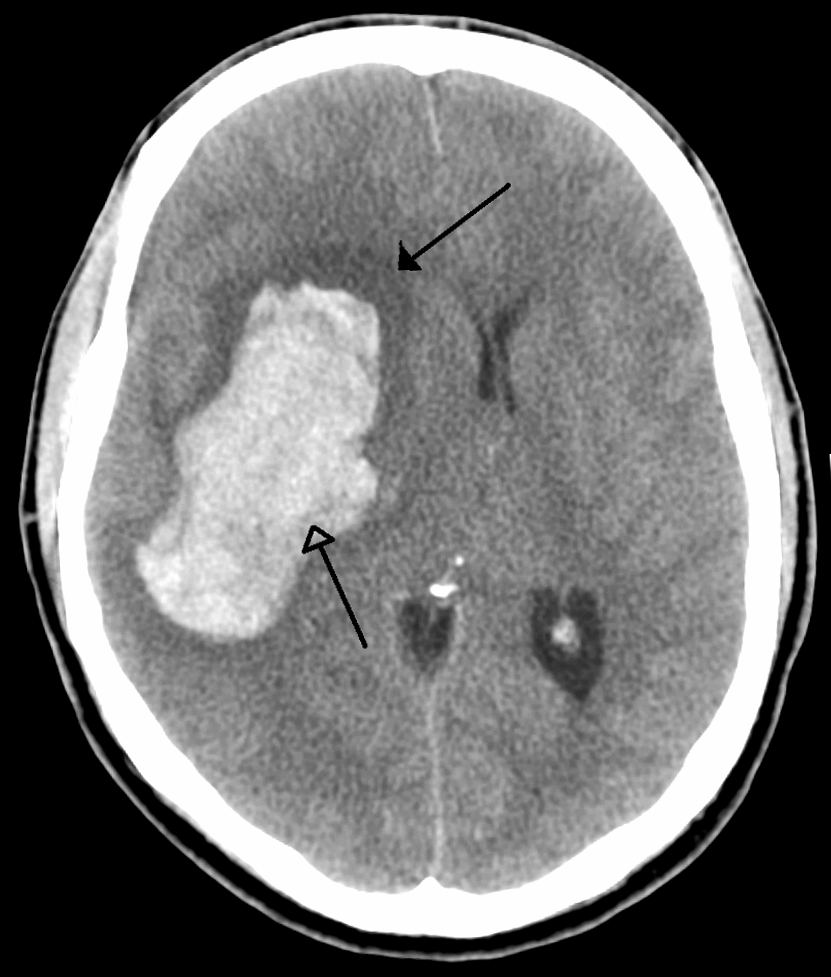
Un'immagine ottenuta tramite tomografia computerizzata che mostra un'emorragia cerebrale. Si nota una emorragia intraparenchimale (freccia in basso) con edema circostante (freccia in alto)

Con il termine ictus si indica una diminuzione della perfusione di sangue in un'area del cervello comportando la morte cellulare e lesioni cerebrali. Ciò può portare a una vasta gamma di sintomi, tra cui paresi ai muscoli facciali, debolezza agli arti superiori, disartria e afasia. I sintomi si riferiscono alla funzione dell'area del cervello interessata al mancato apporto di sangue e quindi possono rivelare il sito probabile e la causa dell'ictus. Solitamente, difficoltà con il movimento, con la parola o con la vista, sono correlate al cervello, mentre incapacità di mantenere l'equilibrio, visione doppia, vertigini e sintomi che colpiscono più di un lato del corpo probabilmente sono dovuti ad un ictus al tronco cerebrale o al cervelletto.
La maggior parte degli ictus deriva dalla perdita di afflusso di sangue, in genere in seguito ad un embolo, alla rottura di una placca grassa o al restringimento delle piccole arterie. Gli ictus possono anche derivare da sanguinamento nel cervello. Gli attacchi ischemici transitori (TIA) sono ictus in cui i sintomi si risolvono entro 24 ore. Le indagini cliniche relative ad un ictus comporteranno una visita medica (compreso un esame neurologico) e l'acquisizione della storia medica del paziente, concentrandosi sulla durata dei sintomi e dei fattori di rischio (compresa l'ipertensione, la fibrillazione atriale e il fumo). Ulteriori indagini sono necessarie nei pazienti più giovani. Un ECG può essere eseguito per identificare una fibrillazione atriale; l'ecografia può valutare il restringimento delle arterie carotidi; l'ecocardiogramma può essere utilizzato per cercare coaguli nel cuore, malattie delle valvole cardiache o la presenza di un forame ovale pervio. Gli esami del sangue vengono eseguiti regolarmente come parte della valutazione, compresi test del diabete e un profilo lipidico.
Alcuni trattamenti per l'ictus sono tempo dipendenti, ovvero devono essere eseguiti entro un dato tempo per risultare efficaci. Questi includono la dissoluzione del coagulo o la rimozione chirurgica di un coagulo per l'ictus ischemico e la decompressione per gli ictus emorragici. Poiché il tempo è fondamentale per il trattamento dell'ictus, i sistemi sanitari hanno, generalmente, implementato protocolli per indagini veloci, solitamente una tomografia computerizzata (TC) per indagare l'ictus emorragico e un angiogramma con risonanza magnetica o tramite TC per valutare le arterie che forniscono sangue al cervello. Le acquisizione a risonanza magnetica non così frequentemente disponibili per via del costo e della complessità delle apparecchiature necessaire, ma potrebbero essere in grado di dimostrare l'area interessata del cervello in modo più accurato, in particolare nel caso di ictus ischemico.
Avendo sperimentato un ictus, una persona può essere ricoverata in una stroke unit (reparti specializzati nella gestione egli ictus) e i trattamenti possono essere finalizzati ala prevenzione di episodi simili futuri, inclusa la somministrazione di anticoagulanti (come l'aspirina o il clopidogrel), antiipertensivi e ipolipidemizzanti. Un gruppo multidisciplinare che comprende logopedisti, fisioterapisti, terapisti occupazionali e psicologi può svolgere un ruolo importante nel sostenere una persona colpita da un ictus e il suo percorso riabilitativo.

### Morte cerebrale
Per morte cerebrale ci si riferisce a una perdita totale irreversibile della funzione cerebrale. Questa condizione è caratterizzato da coma, perdita di riflessi e apnea, tuttavia la dichiarazione di morte cerebrale varia da paese a paese e non è sempre accettata. In alcuni ordinamenti giuridici esiste anche una sindrome definita dalla morte del tronco cerebrale. La dichiarazione di morte cerebrale può avere profonde implicazioni poiché in alcuni casi è correlata alla sospensione del supporto vitale. e perché coloro che vanno incontro a morte cerebrale sono spesso idonei alla donazione di organi. Il processo è spesso reso più difficile dalla scarsa comunicazione con le famiglie dei pazienti.
Quando si sospetta la morte cerebrale, è necessario escludere una diagnosi differenziale di condizioni reversibili, come il coma indotto dall'ipotermia, dallo squilibrio elettrolitico, dalla soppressione cognitiva neurologica e correlata ai farmaci. Il test dei riflessi può essere d'aiuto nella diagnosi, così come l'assenza di risposta e di respiro autonomo. Osservazioni cliniche, tra cui una totale mancanza di reattività, una diagnosi nota e l'evidenza fornita da alcune tecniche di imaging biomedico, possono essere tutte utili per la decisione di pronunciare la morte cerebrale.

## Storia

### Storia del cervello

Geroglifico per la parola "cervello" (1700 a.C. circa)

Il Papiro Edwin Smith, un antico trattato medico egiziano scritto nel XVII secolo a.C., contiene il riferimento più antico al cervello. Il geroglifico che indica il cervello, compare otto volte in questo papiro, e vengono descritti i sintomi, la diagnosi e la prognosi di lesioni traumatiche alla testa. Il papiro menziona la superficie esterna del cervello, gli effetti della ferita (comprese le convulsioni e l'afasia), le meningi e il liquido cerebrospinale.
Nel V secolo a.C. nella Magna Grecia, Alcmeone di Crotone, considerò per la prima volta il cervello come sede della mente. Nello stesso secolo, ad Atene, Ippocrate di Coo riteneva che il cervello fosse la sede dell'intelligenza. Aristotele, nella sua biologia, inizialmente collocava la sede dell'intelligenza nel cuore e indicava il cervello come un sistema per il raffreddamento del sangue. Egli riteneva che gli umani fossero più razionali delle bestie poiché, tra le altre ragioni, hanno un cervello più grande per raffreddare meglio il loro sangue caldo. Aristotele descriveva le meningi e faceva distinzione tra il cervello e il cervelletto. Erofilo di Calcedonia, tra il quarto e il terzo secolo a.C. distingueva il cervello e il cervelletto e forniva la prima chiara descrizione dei ventricoli cerebrali; insieme a Erasistrato di Ceos compì esperimenti su cervelli viventi. I loro lavori sono per lo più persi, ma i loro risultati ci sono arrivati principalmente a fonti secondarie. Alcune delle loro intuizioni dovettero essere riscoperte un millennio dopo la loro morte.